# Livio Berruti
Livio Berruti (Turim, 19 de maio de 1939) é um ex-atleta velocista e campeão olímpico italiano.
Berruti começou no atletismo no salto em altura, mudando depois para as provas de velocidade. Aos 18 anos, já integrava a equipe nacional italiana. Em 1960, ele era um aplicado estudante de química de 21 anos quando competiu nos 200 m rasos dos Jogos Olímpicos de Roma em frente a seu povo. Para surpresa geral, nas semifinais ele correu a prova em 20s5, igualando o recorde mundial vigente. Na final, conseguiu o mesmo tempo, conquistado a medalha de ouro e derrotando os favoritos norte-americanos.
Conhecido por correr de óculos escuros e compridas meias brancas, foi imbatível nesta prova em 1961, com 26 vitórias em 26 corridas disputadas mas não mais conseguiu sucesso em Jogos subsequentes, limitando-se a um quinto lugar em Tóquio 1964 e uma participação apenas nas semifinais na Cidade do México 1968.
Encerrando a carreira em 1969, voltou aos estudos e formou-se em química. Nos anos seguintes, trabalhou no departamento de relações públicas da Fiat.